# Stagnicola utahensis
Stagnicola utahensis es una especie de molusco gasterópodo de la familia Lymnaeidae en el orden Basommatophora.

## Distribución geográfica
Es endémica de los Estados Unidos.